# Libera
Libera je anglický chlapecký pěvecký sbor, který vede Robert Prizeman. Nahrávky a koncertní turné skupiny Libera jsou pro členy sboru doplňkovou činností vedle pravidelného zpěvu ve společném mužském a chlapeckém farním chóru anglikánské farnosti u svatého Filipa v Norbury v jižním Londýně. Ve sboru Libera působí asi 30 chlapců ve věku 7 až 14 let z různých částí Londýna. V tomto počtu jsou zahrnuti i noví členové, kteří ještě nejsou připraveni k plné účasti na nahrávkách a turné. Koncertního turné po Spojených státech amerických v roce 2008 se účastnilo 19 chlapců, na předposledním albu New Dawn je uvedeno 24 členů sboru. Někteří chlapci zůstávají ve sboru i do vyššího věku a pomáhají s vedením mladších chlapců.

## Historie
Farnost svatého Filipa v Norbury má dlouhou chorální tradici. V roce 1984 chlapci z chóru u sv. Filipa doprovázeli Sal Sola při nahrávce písně San Damiano (Svatý Damián). V roce 1987 vydali samostatný singl Sing Forever, v roce 1988 singl Adoramus, roku 1988 pak pod hlavičkou St. Philips Choir vydali první komerční album Sing For Ever. Titulní píseň tohoto alba si BBC vybrala jako první hymnu charitativní televizní akce (telethonu) Children in Need (Děti v nouzi).
Druhé album, New Day, bylo vydáno v roce 1990 již pod názvem sboru „Angel Voices“, v roce 1990 však byl souběžně používán ještě i původní název sboru. Do povědomí veřejnosti se sbor dostal v roce 1992 v televizním pořadu Titchmarsh on Song (Alan Titchmarsh) a v roce 1993 v televizním pořadu Thora Hird on the Straight and Narrow. Třetí album, Angel Voices, bylo vydáno roku 1992 a v reedici 1993. Roku 1995 sbor vydal singl Libera, CD obsahovalo 7 remixů písně Libera složené Robertem Prizemanem. V roce 1995 se sbor objevil v televizním pořadu Sunday Live pod názvem „Libera“. V roce 1996 vydal ještě pod hlavičkou „St. Philips Boy's Choir“ album Angel Voices 2 a v roce 1997 Angel Voices 3.
V roce 1999 vydalo vydavatelství Warner Classics album nazvané Libera, od této doby již sbor při komerčních aktivitách soustavně používal název „Libera“. V roce 2001 vydalo totéž vydavatelství album Luminosa a v roce 2003 vydalo sadu těchto dvou CD znovu pod názvem Complete Libera.
Od roku 2004 má Libera smlouvu s vydavatelstvím EMI. Téhož roku bylo vydáno album Free. Album Angel Voices, vydané roku 2006, bylo nominované na cenu Album roku v rámci ocenění na poli klasické hudby Classical Brit Awards. Zatím poslední album, New Dawn, bylo vydáno v březnu 2008.
Libera uskutečnila několik úspěšných turné po Japonsku a Koreji. V domovské Anglii vystoupila na grassingtonském festivalu, v katedrále v Arundelu, v opatství Glastonbury a v katedrále v Chichesteru. Mimo to se sbor pravidelně objevuje v televizi, včetně Songs of Praise, GMTV a Classic FM TV. V roce 2007 se objevila v televizním pořadu Grahama Nortona When Will I Be Famous (Když budu slavný) na BBC 1, v němž zvítězila a postoupila do dalšího týdne. V roce 2007 nahrála American Public Broadcasting Service v nizozemském Leidenu koncert skupiny Libera, pod názvem Angel Voices: Libera in Concert byl koncert vysílán na mnoha veřejnoprávních televizních kanálech a byl vydán na CD i na DVD.
Libera účinkovala také v mnoha cizích projektech, například se podílela na hudbě k filmům Romeo a Julie, Kupec benátský, Krajina stínů a Hannibal. Vystupovali také jako předskupina před vystoupeními významných zpěváků a zpěvaček (Aled Jones, Bjork, Luciano Pavarotti a další). Mnozí chlapci ze sboru Libera významně účinkují či účinkovali i mimo tento sbor, například Tom Cully účinkoval v Silence, Night and Dreams Zbigniewa Preisnera a v epizodě seriálu Foylova válka (Foyle's War). Člen Libery Steven Geraghty v roce 2002 zpíval jako sólista pro soundtrack ICO hry PlayStation 2. Sólista Libery Ben Crawley zpívá ve Sněhové královně od Paula Joyceho z roku 2004.
V prosinci 2007 zpívalo 9 chlapců z Libery (s doprovodem chlapců ze St Albans School působící při washingtonské národní katedrále) při udílení čestných cen v Kennedyho centru ve Washingtonu v USA za přítomnosti prezidenta George Bushe a dalších významných hostů. Na počest amerického hudebníka Briana Wilsona zazpívali píseň „Love and Mercy (Láska a milosrdenství)“.
V dubnu 2008 uskutečnila Libera první koncertní turné po USA, vystupovala ve městech Buffalo NY, Hartford CT, Albany NY, a Pittsburgh PA, 17. dubna vystoupila v Riverside Church v New York City. 20. dubna vystoupila na Yankee Stadium na Koncertu naděje před papežskou mší Benedikta XVI.

## Styl

### Hudba
Libera je výhradně chlapecký sbor. Většina chlapců má sopránové hlasy bez znaků mutace (chlapecký soprán, treble). Starší chlapci (asi od dvanácti do čtrnácti let) zpívají nejhlubší party. Většinu písní pro sbor složil Robert Prizeman, pro sbor také originálně upravil některé klasické i moderní melodie. Písně skládá a upravuje na míru konkrétním sólistům, aby zdůraznil rozmanitost chlapeckých hlasů. V jeho skladbách se mísí netradiční struktury, meditativní sólisté se znělými extatickými chórovými melodiemi, které využívají plný rozsah chlapeckých hlasů. Hudba Libery často kombinuje prvky gregoriánského chorálu, klasické evropské hudby (Dvořák, Debussy, Beethoven, Pachelbel) a současné popové a new age hudby (Enya). Některé skladby (například Sanctus) jsou na různých albech v rozdílných verzích.
Libera používá různý instrumentální doprovod. Robert Prizeman, Ian Tilley a dřívější sólista Libery Steven Geraghty hrají na elektrické klávesy, klavír a varhany. Steven Geraghty v písních Free, Visions a Angel Voices hraje na klarinet, ve Visions a Angel Voices též na bicí. Na všech albech od vydavatelství EMI doprovází některé písně Fiona Pears s houslemi. Album Angel Voices: Libera in Concert je navíc doprovázeno orchestrem Il Novecento Orchestra. Filharmonici města Prahy (The City of Prague Philharmonic Orchestra) doprovázejí nejnovější album, New Dawn.
Mnohé z textů písní Libery pocházejí z tradičních hymnů, latinské liturgie i současných písní (Brian Wilson, Enya) i básní, některé texty jsou zcela původní. Píseň We are the Lost je založena na básních In Flanders Fields (Na vlámských polích) (John McCrae) a For the Fallen (Laurence Binyon). Většinu originálních textů napsal Robert Prizeman, některými texty přispěli i jiní, například Steven Geraghty. V mnoha písních se kombinují sóla slok v angličtině se sborovými refrény v anglicky vyslovované latině, některé písničky jsou celé v latině nebo celé v angličtině.

### Oblečení sboristů a obaly alb
Při většině představení členové Libery nosí asi od roku 1987 bílé róby s kapucí připomínající mnišské nebo ministrantské oděvy. Na některých vystoupeních mají různé jednotné kombinace oblečení založeného na běžném chlapeckém civilním stylu: trička, sportovní obuv, černé či bílé mikiny s kapucemi a břišní kapsou, tmavě modré kalhoty atd.
Obaly alb sboru a další propagační materiály zahrnují bílé ptáky, oblaka, světlo a obrázky členů sboru v bílých hábitech, obvykle tváře sólistů.

## Sólisté
Sólisté podle vydaných alb:
- Jaymi Bandtock (1987, 1988, 1990)
- Sam Harper (1988)
- Jonathan Arthey (1988)
- Ian Grimley (1988)
- Gareth Lowman (1988, 1990)
- Matthew Arthey (1988)
- Robert Chee-A-Tow (1990)
- Oliver Putland (1992)
- Daren Geraghty (1992, 1995, 1996, 1997)
- Chris Baron (1996, 1997)
- Liam O'Kane (1996, 1997, 1999)
- Steven Geraghty (1997, 1999, 2001)
- Adam Harris (1997, 1999)
- Alex Baron (1997, 1999)
- Ben Crawley (2001)
- Sam Coates (2001)
- Simon Beston (2001)
- Ben Crawley (2004, 2006)
- Joseph Platt (2004, 2006)
- Christopher Robson (2004, 2006)
- Anthony Chadney (2004, 2006)
- Raoul Neumann (2004)
- Michael Horncastle (2005, 2006)
- Tom Cully (2005, 2006, 2007, 2008, 2010)
- Conor O'Donnell (2005, 2006)
- Joseph Sanders-Wilde (2005, 2006)
- Callum Payne (2005)
- James Vereycken (2005, 2006)
- Edward Day (2006, 2007, 2008)
- Joshua Madine (2006, 2007, 2008, 2010)
- Benedict Philipp (2007, 2008, 2010)
- Liam Connery (2007, 2008)
- Sam Leggett (2007)
- Joe Snelling (2007, 2008)
- Stefan Leadbeater (2010)
- Daniel Fontannaz (2010)
- Jakob De Menezes-Wood (2010)
- James Mordaunt (2010)
- Ralph Skan (2010)

## Vztah sboru k Česku
V Česku není sbor obecně známý. Český studiový orchestr Filharmonici města Prahy doprovázel album Libery New Dawn, vydané v březnu 2008.
Český zásilkový obchod Vltava nabízí 4 z vydaných alb (Luminosa, Free, Visions, Angel Voices), Bontonland pak nabízí pouze album Angel Voices.

## Diskografie

### Alba a singly „St. Philips Boy's Choir“ a „Angel Voices“
- 1987: Sing For Ever (Zpívejte bez ustání, singl) (1. Sing for Ever • 2. Light the Candles), sólista Jaymi Bandtock
- 1988: Adoramus (Chválíme, singl) (1. Adoramus (na motivy zpěvu z Taizé) • 2. San Damiano (Sal Solo)), sólista Jaymi Bandtock
- 1988: Sing For Ever (Ustavičně zpívejte) (1. Morning Has Broken • 2. Sing the Story • 3. Deep Peace • 4. San Damiano • 5. The Lord's My Shepherd • 6. Footprints • 7. All Through the Night • 8. Sing For Ever • 9. I Have a Dream • 10. Pie Jesu • 11. For the Beauty of the Earth • 12. Panis Angelicus • 13. Light the Candles • 14. Be Still My Soul), sólisté Jaymi Bandtock, Sam Harper, Jonathan Arthey, Ian Grimley, Gareth Lowman, Matthew Arthey
- 1990: New Day (Nový den) (1. You are the New Day • 2. Orinoco Flow • 3. Pie Jesu • 4. San Damiano • 5. Alway There • 6. One Voice • 7. Adoramus Te • 8. Bright Eyes • 9. Song of Joy • 10. Sailing • 11. Amazing Grace • 12. One Day), sólisté Gareth Lowman, Jaymi Bandtock, Robert Chee-A-Tow
- 1992, 1993: Angel Voices (Andělské hlasy) (1. Song of Joy • 2. Pie Jesu • 3. For the Beauty of the Earth • 4. I Have a Dream • 5. O for the Wings of a Dove • 6. San Damiano • 7. Be Still for the Presence of the Lord • 8. Always There (Howard's Way theme) • 9. Glory to Thee My God this Night • 10. One Voice • 11. How Can I Keep From Singing? • 12. Praise to the Lord the Almighty • 13. Panis Angelicus • 14. Adoramus Te • 15. Morning Has Broken • 16. Sailing • 17. Sing For Ever • 18. Orinoco Flow (Sail Away) • 19. Be Still My Soul • 20. Silent Night), sólisté Oliver Putland, Daren Geraghty
- 1995 Libera (Vysvoboď, singl) (1. RJB Radio Mix • 2. Soulful Radio Mix • 3. Old School Mix • 4. Power Mix • 5. Tintinout Club Mix • 6. Goan Moon Mix Edit • 7. Secret Knowledge of Fallen Angels Mix Edit) Sedm různých provedení skladby Libera, první čtyři aranžmá zpívá Libera (hlavní sólista Daren Geraghty), zbývající tři zpívají jiní interpreti.
- 1996: Angel Voices 2 (1. The Lord's My Shepherd • 2. Pie Jesu (z Faurého Rekviem) • 3. All Things Bright and Beautiful (Rutter) • 4. Amazing Grace • 5. Nunc Dimittis • 6. Onward Christian Soldiers • 7. Evening Falls • 8. O Holy Night • 9. Bright Eyes • 10. Close Every Door to Me • 11. Praise My Soul (The King of Heaven) • 12. Abide With Me • 13. Jerusalem • 14. I Vow To Thee My Country • 15. All Through the Night • 16. You are the New Day • 17. Bailero • 18. Jesus Bids Us Shine / Jesus Wants Me for a Sunbeam • 19. Light the Candles Round the World • 20. Gaudete), sólisté Daren Geraghty, Chris Baron, Liam O'Kane
- 1997: Angel Voices 3 (1. Saviour's Day • 2. Walking in the Air • 3. In Dulci Jubilo • 4. White Christmas • 5. O Come All Ye Faithful • 6. Away in a Manger • 7. God Rest You Merry, Gentlemen • 8. In the Bleak Midwinter • 9. Mistletoe and Wine • 10. O Little Town of Bethlehem • 11. The Holly and the Ivy • 12. Once in Royal David's City • 13. The Christmas Song • 14. The First Noel • 15. Silent Night • 16. While Shepherds Watched Their Flocks By Night • 17. Mary's Boy Child • 18. Gaudete • 19. When a Child is Born • 20. Do You Hear What I Hear?), sólisté Liam O'Kane, Steven Geraghty, Daren Geraghty, Adam Harris, Chris Baron, Alex Baron

### Alba sboru Libera vydaná společností Warner Classics
- 1999: Libera (Vysvoboď) (1. Salva me • 2. Sanctus (založeno na Canonu, Pachelbel) • 3. Agnus Dei • 4. Libera • 5. Mysterium • 6. Jubilate • 7. Beata lux • 8. Dies irae • 9. Te lucis (založeno na Canonu, Tallis) • 10. Sancta • 11. Angelis • 12. Lux aeterna), sólisté Liam O'Kane, Adam Harris, Steven Geraghty, Alex Baron
- 2001: Luminosa (1. Vespera • 2. Ave Maria (Caccini, úprava) • 3. Lacrymosa (založeno na Aquarium from Carnival z Animals by Saint Saens) • 4. Sacris Solemnis (založeno na 7. Beethovenově symfonii: Allegretto) • 5. Attendite • 6. Gaudete • 7. Silencium • 8. Semele (Ere you walk, Semele/Handel) • 9. Luminosa (založeno na Clair de Lune, Debussy) • 10. Stabat • 11. Veni Sancte • 12. Sanctus II (založeno na Canonu, Pachelbel)), sólisté Ben Crawley, Steven Geraghty, Sam Coates, Simon Beston
- 2003: Complete Libera, soubor předchozích dvou CD, Libera a Luminosa

### Alba sboru Libera vydaná společností EMI
- 2004: Free (Vysvoboď) (1. I am the day • 2. Stay with me • 3. Voca me • 4. A song of enchantment • 5. Ave verum • 6. Do not stand at my grave • 7. When a knight • 8. A new heaven • 9. I vow to thee my country • 10. Lament • 11. Twilight • 12. Be still my soul • 13. Adoramus), sólisté Ben Crawley, Joseph Platt, Christopher Robson, Anthony Chadney, Raoul Neumann
- 2005: Visions (Vize) (1. Locus iste (založeno na Canonu, Pachelbel) • 2. Always with you • 3. Ave Maria • 4. Libera • 5. Sempiterna • 6. Prayer ('Hansel & Gretel') • 7. Recordare • 8. Wings of a dove • 9. Something sings • 10. New day • 11. We are the lost • 12. Sing for ever • 13. Abide with me), sólisté: Michael Horncastle, Tom Cully, Conor O'Donnell, Joseph Sanders-Wilde, Callum Payne, James Vereycken
- 2006: Welcome to Libera's World (Vítejte ve světě Libery), vydáno pouze v Japonsku, výběr z dřívějších nahrávek. Nová je pouze píseň „Far Away“ (1. Far Away • 2. Stay with me (Free) • 3. I vow to thee my country (Free) • 4. Salva Me (Libera) • 5. Libera (Visions) • 6. Sanctus II (Luminosa) • 7. Wings of a Dove (Visions) • 8. Far Away), sólisté Michael Horncastle, Joseph Platt, Ben Crawley, Liam O'Kane, Joseph Sanders-Wilde
- 2006: Angel Voices (Andělské hlasy) (1. Far away • 2. Sanctus (založeno na Canonu, Pachelbel) • 3. Ave Maria • 4. Going Home (založeno na Largo z Novosvětské symfonie Antonína Dvořáka) • 5. Be still my soul • 6. Salva me • 7. I vow to thee my country • 8. Voca me • 9. Always with you • 10. We are the lost • 11. I am the day • 12. Recordare • 13. Abide with me • 14. Silent night • 15. Going home), sólisté Michael Horncastle, Ed Day, Tom Cully, Conor O'Donnell, Joshua Madine, Joseph Platt, Christopher Robson, Anthony Chadney, Ben Crawley, Joseph Sanders-Wilde, James Vereycken
- 2007: Angel Voices – Libera in Concert, vydané ve verzi DVD i CD (1. Adoramus • 2. Going Home • 3. Far Away • 4. Prayer (Hansel & Gretel) • 5. Libera • 6. Sanctus • 7. Salva Me • 8. Lacrymosa • 9. Abide with Me • 10. I vow to thee my country • 11. Stay with Me • 12. Do not stand at my grave • 13. I Am the Day • bonusy v DVD verzi: 14. Ave Maria • 15. Always with You • 16. Libera in their own words), sólisté: Ed Day, Tom Cully, Ben Philipp, Liam Connery, Joshua Madine, Sam Leggett, Joe Snelling
- 2008: New Dawn (Nový úsvit) (1. Orinoco flow (Enya) • 2. Ave Maria (Caccini) • 3. Secret • 4. Air • 5. Gloria (založeno na Varhanní symfonii, Saint-Saens) • 6. Sancte • 7. Rest in peace • 8. Love and mercy (Brian Wilson) • 9. May the road rise up • 10. Never be alone • 11. Jerusalem • 12. Tallis' Canon • 13. The lamb • 14. In paradisum), sólisté Tom Cully, Edward Day, Liam Connery, Joshua Madine, Benedict Philipp, Joe Snelling.
- 2008: Eternal (Věčný), 2 CD, Best Of (Disc 1: 1. You Were There (Main Theme From The Motion Picture "Nobody To Watch Over Me") • 2. Sanctus • 3. Mother Of God • 4. Salva Me • 5. Love And Mercy • 6. Sancte • 7. Secret • 8. Do Not Stand At My Grave And Weep • 9. Always With You • 10. Libera • 11. Ave Maria • 12. Gaudete • 13. Air On G String • 14. I Am The Day • 15. We Are The Lost • 16. Sempiterna (Remix) - Disc 2: 1. Orinoco Flow • 2. Far Away • 3. Gloria (Based On 'Organ Symphony') • 4. Voca Me5. Sing For Ever • 6. Rest In Peace • 7. Adoramus • 8. May The Road Rise Up • 9. Ave Maria • 10. Prayer (From 'Hansel & Gretel') • 11. How Can I Keep From Singing? • 12. Be Still My Soul • 13. Stay With Me • 14. Recordare • 15. Going Home • 16. Heaven)
- 2010: Peace (Mír) (1. Sanctissima • 2. Time • 3. Ave Virgo (Mozart) • 4. Faithful Heart (Beth Nielsen Chapman) • 5. Gaelic Blessing - Deep Peace (John Rutter) • 6. Exsultate • 7. Haw Shall I Sing The Majesty • 8. Lacrymosa (Saint-Saëns) • 9. Adoro Te • 10. Lead, Kindly Light • 11. Panis Angelicus (César Franck) • 12. Touch the Sky (Ben Crawley) • 13. The Fountain (Chopin)), sólisté Joshua Madine, Tom Cully, Benedict Philipp, Stefan Leadbeater, Daniel Fontannaz, Jakob De Menezes-Wood, James Mordaunt, Ralph Skan.

### Hudební doprovod filmů (soundtracks)
- 1993: Shadowlands (Krajina stínů)
- 1995: Twelve Monkeys (Dvanáct opic)
- 1997: Romeo and Juliet (Romeo a Julie)
- 1998: Cousin Bette (Madam Bette)
- 2001: Hannibal (Hannibal)
- 2005: The Merchant of Venice (Kupec benátský)

### Účast na nahrávkách jiných interpretů
- 1984: San Damiano, Sal Solo
- 1990: Christmas Wrapping, Tony Robinson
- 1994: The Christmas Album, 2. díl, Neil Diamond
- 1997: The Big Picture, Elton John
- 2002: Aled, Aled Jones
- 2003: Higher, Aled Jones
- 2004: The Christmas Album, Aled Jones